# Polemochartus aboletus
Polemochartus aboletus är en stekelart som beskrevs av Papp 1992. Polemochartus aboletus ingår i släktet Polemochartus och familjen bracksteklar. Inga underarter finns listade i Catalogue of Life.